# 究極バトル“ゼウス”
究極バトル“ゼウス”（きゅうきょくバトルゼウス）は2015年から2016年まで、TBS系列にて不定期に放送されていたゲームバラエティ番組。

## 概要
TOKYO DOME CITY HALLに作られた特設コロセウム「ゼウスフィールド」にて櫻井・有吉がそれぞれ「ジャニーズ軍」・「芸人軍」を率いて、それぞれのファンの目の前で戦う。負けたチームは相手チームに土下座で謝罪し、その様子が大々的にアピールされてしまう。
2016年2月11日には「第2章～逆襲のジャニーズ～」として第2回が、11月24日には「第3章～リベンジorファイナル～」として第3回が放送された。

## 放送日
※視聴率はビデオリサーチ調べ、関東地区・世帯。
| 回数  | 放送日                   | 放送時間      | 放送タイトル                                              | 優勝軍       | 視聴率                                                    |
| ----- | ------------------------ | ------------- | --------------------------------------------------------- | ------------ | --------------------------------------------------------- |
| 第1回 | 2015年4月9日（木曜日）   | 19:57 - 23:03 | 櫻井翔のジャニーズ軍VS有吉弘行の芸人軍 究極バトル“ゼウス” | 芸人軍       | 10.8%（第1部…19:57 - 21:24） 12.4%（第2部…21:24 - 23:03） |
| 第2回 | 2016年2月11日（木曜日）  | 19:57 - 22:48 | 櫻井翔のジャニーズ軍VS有吉弘行の芸人軍 究極バトル“ゼウス” | 芸人軍       | 13.1%                                                     |
| 第3回 | 2016年11月24日（木曜日） | 19:57 - 22:54 | 櫻井翔のジャニーズ軍VS有吉弘行の芸人軍 究極バトル“ゼウス” | ジャニーズ軍 |                                                           |

## 出演者
名前の後の数字は出演した回を示す。ない場合は全回に出演。
| ジャニーズ軍 - 櫻井翔（嵐） - キャプテン - NEWS - 加藤シゲアキ - 増田貴久 - 手越祐也（1・2） - 小山慶一郎（2） - KAT-TUN - 上田竜也 - 中丸雄一（1・2） - 田口淳之介（1） - Hey! Say! JUMP - 山田涼介（1・2） - 知念侑李 - 中島裕翔（1・2） - 有岡大貴 - 髙木雄也（1・2） - 伊野尾慧 - 八乙女光（1・2） - 岡本圭人（2） - 薮宏太（2・3） - ジャニーズWEST - 重岡大毅 - 中間淳太 - 濵田崇裕（1・2） - 桐山照史（1） - 小瀧望（1・3） - 藤井流星（2・3） - 神山智洋（2） - Kis-My-Ft2 - 藤ヶ谷太輔（3） - 二階堂高嗣（3） - Sexy Zone - 佐藤勝利（3） - 松島聡（3） - A.B.C-Z - 河合郁人（3） - 塚田僚一（3） | 芸人軍 - 有吉弘行 - キャプテン - アルコ&ピース - 酒井健太・平子祐希 - アンガールズ - 田中卓志・山根良顕 - 小島よしお - 品川庄司 - 品川祐・庄司智春 - 出川哲朗 - ニッチロー - 井上裕介（NON STYLE） - 尾形貴弘（パンサー） - ロッチ - 中岡創一・コカドケンタロウ（2） - 厚切りジェイソン（1） - あばれる君（1・3） - 児嶋一哉（アンジャッシュ）（1・3） - どぶろっく - 江口直人・森慎太郎（1） - ちゅうえい（流れ星）（1） - 岡田圭右（ますだおかだ）（1） - レイザーラモンHG（レイザーラモン）（1） - FUJIWARA - 原西孝幸・藤本敏史（2・3） - 狩野英孝（2・3） - 小峠英二（バイきんぐ）（2・3） - コロコロチキチキペッパーズ - ナダル・西野創人（2） - とにかく明るい安村（2） - 斉藤慎二（ジャングルポケット）（2・3） - 小宮浩信（三四郎）（2・3） - じゅんいちダビッドソン（2・3） - 西堀亮（マシンガンズ）（2） - みやぞん（ANZEN漫才）（3） - 春日俊彰（オードリー）（3） - 井戸田潤（スピードワゴン）（3） - 関太（タイムマシーン3号）（3） - アイクぬわら（超新塾）（3） |

ゼウス神
- ブラザートム（声の出演）

ゼウスバトルナビゲーター（ゲームの実況および進行を担当）
- 佐藤文康（1）TBSアナウンサー
- 石井大裕（1）TBSアナウンサー オーシャンバイク実況
- 福澤朗（2・3）

なお、放送中は副音声にて各チーム代表者による裏実況が行われる。
| 副音声担当者     | 第1回      | 第2回      | 第3回        |
| ---------------- | ---------- | ---------- | ------------ |
| 1st・2ndバトル   | 出川・手越 | 狩野・中丸 | 斉藤・中間   |
| 3rd・4thバトル   | 井上・田口 | 出川・手越 | 井上・伊野尾 |
| 5th・FINALバトル | 品川・知念 | 井上・有岡 | 品川・上田   |

## 対決種目
競技は個人戦と団体戦に分かれており、結果によって得点を獲得。最終的に獲得した得点の多いチームの優勝となる。
勝利したチームには控室での休憩時に高級寿司や肉料理など豪華な食事が与えられるが、負けたチームは粗末な待遇（わずかな食事の上、椅子がビールケースなど）となる。
ローリングゼウス・ゼウスPKは全ての回で行われ、特にゼウスPKは5thバトルで固定されている。

### 第1回
1stバトル ゼウスレスリング
上半身裸で黒い柔道着のズボンに帯を締めるという衣装で、砂場の上で1対1のレスリングを行う。相手の肩を5秒間砂場に付ければ勝利。時間無制限の一本勝負。
7戦行い、4勝したチームの勝利。
2ndバトル ローリングゼウス
高さ1mのポールの上に立ち、回転する中央の装置に取り付けられたバーを交わしていく。バランスを崩し落下した時点で失格（地面に接地しないで復帰した場合はセーフ）。バーの高さや速さは次第にランダムとなり、急停止や急加速なども行う。
1回で各チーム代表者3人が参加。相手チームが全員脱落すれば勝利となる。3回戦行い、勝利数の多いチームが勝利。ただし安全の考慮により、眼鏡をかけている人は外さなければならない。
3rdバトル オーシャンバイク
かつて『DOORS』シリーズで行われていた「ウォーターバイク」のリメイク版。熱海市の海上にピアフロートで作られた幅50cm、全長200mの道を自転車で走破していく。各チーム7人ずつが出場。走破した人数が多いチームの勝利。
波の影響で難易度が高く、制覇者は無し。最高記録は田口淳之介の125m。一方、出川哲朗はスタート以前に落水し-7mの記録となった。
このため決勝戦として代表者2名が出場。チームごとに交互に挑戦し、4人の中で最高到達地点を出した人のいるチームの勝利。このルールではレイザーラモンHGが148mを出し、勝利した。
4thバトル フライングマシュマロキャッチ
キャプテンを含む5人が出場。手元のボタンを押すことにより空気砲でマシュマロ（大きさ5cm）が高さ10mまで発射。それを手を使わずに口でキャッチすることができれば成功。ただし、口から飛び出た場合は失敗。先にキャッチできたチームの勝利。誰かがキャッチするまで続く。
5thバトル ゼウスPK
キャプテンを含むキッカー7人とキーパー1人が出場。ルールは通常のPK戦に準じるが、1球のみゴールデンボールが使用でき、使用時にゴールできれば2点獲得。
得点の多いチームの勝利。同点の場合は通常のPK同様決着がつくまで行う。
FINALバトル ブレイブロード
高さ5mに設置された鉄管の一本橋を、両手に団扇を持ってバランスを取りながら進んでいく。
ファーストエリアは2本の鉄管を束ねた道（幅13cm、長さ6mの上り坂）、休憩を挟み、セカンドエリアは鉄管1本（幅6cm、長さ8m）。
各チーム交互に5人が挑戦。クリア1人につき15点獲得。ここまでの得点と合わせ、総合優勝が決定する。
総合優勝チームには副賞として、その後の打ち上げの費用全額を番組が負担。負けチームには土下座に加え、その様子がスポーツ新聞に掲載される。さらに、キャプテンには追加の罰として、『櫻井有吉アブナイ夜会』にて「新宿二丁目オネェたちの夜会」のロケに参加させられる。

### 第2回
1stバトル ローリングゼウス
基本的なルールは前回と同じ。ただし、バーの挙動に急停止・急加速に加え逆回転も登場する。3回戦行い、1勝ごとに30ポイント。
2ndバトル エンドレスジャンプ
各チームから12人が参加。出場メンバーで大縄跳びを行う。交互に3回挑戦。挑戦前にはメンバーチェンジやフィールドに目印をつけることも可能。3回の挑戦の中で一番多く飛んだ回数が記録となる。1回でも多く跳んだチームの勝利となり100ポイント獲得。同点の場合は引き分けとなり両軍ポイントなし。
3rdバトル ゼウスアーチェリー
各チームから6人が参加。6mの距離からアーチェリーで的の中心を射抜く。得点は外側から50・100・200・300・500・1000（500の十の位の0の中。「0」の文字自体は500）。境界線上に刺さった場合、アーチェリー公式ルールと同様、内側の点数が得点となる。6人の合計得点が高いチームの勝利となり110ポイント獲得。
4thバトル ゼウスレスリング
各チームから7人参加。基本ルールは変わらないが、1試合5分勝負となり、時間切れの場合は引き分け。1勝につき30ポイント。
5thバトル ゼウスPK
各チームからキッカー7人・キーパー1人が参加。その他のルールは前回と同じ。勝利チームには120ポイント。
FINALバトル ブレイブロード
各チームから4人参加。ファーストエリアは前回同様だが、セカンドエリアの途中では鉄管が水平に回転している箇所がある（中間地点にはパイプ1本分のブレイクゾーンがある）。
1人クリアにつき50ポイント獲得。
負けチームは前回同様勝利チームへの土下座に加え、その様子が赤坂サカスで開催されているスケートリンクの営業期間中大きく張り出されてしまう。

### 第3回
1stバトル ローリングゼウス
引き続き登場。炭酸ガス「ゼウスストーム」を噴射し、視界を奪うようになった。3回戦行い、1勝ごとに30点獲得。
2ndバトル ゼウスアーチェリー
引き続き登場。今回は6人に加えリーダーを加えた7人の合計得点で争われる。勝利チームには60点。
3rdバトル ストロングハグ
両チーム1名ずつ、3cmの突起が付いた回転する丸太に向かい合って張り付き、どれだけ長くしがみついていられるかを競う。
丸太は加速・逆回転・プレイヤーが斜めになっている状態で停止といった仕掛けでプレイヤーの体力を削っていく。相手が先に落ちた方の勝利。
5回戦行われ、1勝ごとに20点獲得。
4thバトル エンドレスジャンプ
引き続き登場。勝利チームには60点。
放送では、ダイジェストにして処理。
5thバトル ゼウスPK
引き続き登場。勝利チームには60点。
FINALバトル ゼウスポン
新しいFINALバトル。かつて放送されていた「DOORS」の競技「ヒュースポン」をリメイクしたもの。
地上10mの高さから直径6cmの金属球を直径9cmの穴に入れられるかを競う。
落下させる場所は、プレイヤーがスタンバイした台座の位置をリーダーがリモコンで前後に動かし、プレイヤーが微調整したところに垂直に落下させる。
各チーム代表者2名による2回戦を実施。1回戦ごとのチャンスは3回となっており、より多く穴に入れた方の勝利（同点の場合はどちらかが入れるまで行うサドンデス）。1勝ごとに60点獲得。
負けチームは土下座と同時に手の電極から電流が流される「ビッグサンダー土下座」が執行される。また、開戦前には「芸人軍が勝利し3連勝となった場合、芸人軍の完全勝利としてゼウス終焉・一生芸人軍の方が上」となったが、ジャニーズ軍が勝利したため回避された。

## スタッフ
- 総監督：乾雅人
- 構成：堀江利幸、木南広明、太田光洋、海老根豊、石原大二朗、河口ワタル
- ナレーション：松元真一郎
- TM：京屋知行
- TP：山下直
- TD：品地貴之
- VE：伊深拓也
- VTR：南原光三
- CAM：木口泰志
- MIX：石島順一
- LD：近藤明人
- 編集：早川崇、上地優梨菜
- MA：井田須美子
- CG：小室泰樹、伊藤由佳
- 音響：太田光則、福永真弓
- TK：岸田純子
- 宣伝：川鍋昌彦、奥住達也、藤塚基広
- 編成：渡辺信也、辻有一
- 総合演出：水野達也
- 演出・プロデューサー：坂田栄治、竹中優介
- チーフプロデューサー：大久保竜
- 製作：TBS

## 放送時間とネット局

### 第1回
| 放送対象地域   | 放送局             | 系列    | 放送日時                             |
| -------------- | ------------------ | ------- | ------------------------------------ |
| 関東広域圏     | TBSテレビ          | TBS系列 | 2015年4月9日木曜 19時57分 - 23時03分 |
| 北海道         | 北海道放送         | TBS系列 | 2015年4月9日木曜 19時57分 - 23時03分 |
| 青森県         | 青森テレビ         | TBS系列 | 2015年4月9日木曜 19時57分 - 23時03分 |
| 岩手県         | IBC岩手放送        | TBS系列 | 2015年4月9日木曜 19時57分 - 23時03分 |
| 宮城県         | 東北放送           | TBS系列 | 2015年4月9日木曜 19時57分 - 23時03分 |
| 山形県         | テレビユー山形     | TBS系列 | 2015年4月9日木曜 19時57分 - 23時03分 |
| 福島県         | テレビユー福島     | TBS系列 | 2015年4月9日木曜 19時57分 - 23時03分 |
| 山梨県         | テレビ山梨         | TBS系列 | 2015年4月9日木曜 19時57分 - 23時03分 |
| 新潟県         | 新潟放送           | TBS系列 | 2015年4月9日木曜 19時57分 - 23時03分 |
| 長野県         | 信越放送           | TBS系列 | 2015年4月9日木曜 19時57分 - 23時03分 |
| 静岡県         | 静岡放送           | TBS系列 | 2015年4月9日木曜 19時57分 - 23時03分 |
| 富山県         | チューリップテレビ | TBS系列 | 2015年4月9日木曜 19時57分 - 23時03分 |
| 石川県         | 北陸放送           | TBS系列 | 2015年4月9日木曜 19時57分 - 23時03分 |
| 中京広域圏     | CBCテレビ          | TBS系列 | 2015年4月9日木曜 19時57分 - 23時03分 |
| 近畿広域圏     | 毎日放送           | TBS系列 | 2015年4月9日木曜 19時57分 - 23時03分 |
| 鳥取県・島根県 | 山陰放送           | TBS系列 | 2015年4月9日木曜 19時57分 - 23時03分 |
| 岡山県・香川県 | 山陽放送           | TBS系列 | 2015年4月9日木曜 19時57分 - 23時03分 |
| 広島県         | 中国放送           | TBS系列 | 2015年4月9日木曜 19時57分 - 23時03分 |
| 山口県         | テレビ山口         | TBS系列 | 2015年4月9日木曜 19時57分 - 23時03分 |
| 愛媛県         | あいテレビ         | TBS系列 | 2015年4月9日木曜 19時57分 - 23時03分 |
| 高知県         | テレビ高知         | TBS系列 | 2015年4月9日木曜 19時57分 - 23時03分 |
| 福岡県         | RKB毎日放送        | TBS系列 | 2015年4月9日木曜 19時57分 - 23時03分 |
| 長崎県         | 長崎放送           | TBS系列 | 2015年4月9日木曜 19時57分 - 23時03分 |
| 熊本県         | 熊本放送           | TBS系列 | 2015年4月9日木曜 19時57分 - 23時03分 |
| 大分県         | 大分放送           | TBS系列 | 2015年4月9日木曜 19時57分 - 23時03分 |
| 宮崎県         | 宮崎放送           | TBS系列 | 2015年4月9日木曜 19時57分 - 23時03分 |
| 鹿児島県       | 南日本放送         | TBS系列 | 2015年4月9日木曜 19時57分 - 23時03分 |
| 沖縄県         | 琉球放送           | TBS系列 | 2015年4月9日木曜 19時57分 - 23時03分 |

### 第2回
| 放送対象地域   | 放送局             | 系列    | 放送日時                              |
| -------------- | ------------------ | ------- | ------------------------------------- |
| 関東広域圏     | TBSテレビ          | TBS系列 | 2016年2月11日木曜 19時57分 - 22時48分 |
| 北海道         | 北海道放送         | TBS系列 | 2016年2月11日木曜 19時57分 - 22時48分 |
| 青森県         | 青森テレビ         | TBS系列 | 2016年2月11日木曜 19時57分 - 22時48分 |
| 岩手県         | IBC岩手放送        | TBS系列 | 2016年2月11日木曜 19時57分 - 22時48分 |
| 宮城県         | 東北放送           | TBS系列 | 2016年2月11日木曜 19時57分 - 22時48分 |
| 山形県         | テレビユー山形     | TBS系列 | 2016年2月11日木曜 19時57分 - 22時48分 |
| 福島県         | テレビユー福島     | TBS系列 | 2016年2月11日木曜 19時57分 - 22時48分 |
| 山梨県         | テレビ山梨         | TBS系列 | 2016年2月11日木曜 19時57分 - 22時48分 |
| 新潟県         | 新潟放送           | TBS系列 | 2016年2月11日木曜 19時57分 - 22時48分 |
| 長野県         | 信越放送           | TBS系列 | 2016年2月11日木曜 19時57分 - 22時48分 |
| 静岡県         | 静岡放送           | TBS系列 | 2016年2月11日木曜 19時57分 - 22時48分 |
| 富山県         | チューリップテレビ | TBS系列 | 2016年2月11日木曜 19時57分 - 22時48分 |
| 石川県         | 北陸放送           | TBS系列 | 2016年2月11日木曜 19時57分 - 22時48分 |
| 中京広域圏     | CBCテレビ          | TBS系列 | 2016年2月11日木曜 19時57分 - 22時48分 |
| 近畿広域圏     | 毎日放送           | TBS系列 | 2016年2月11日木曜 19時57分 - 22時48分 |
| 鳥取県・島根県 | 山陰放送           | TBS系列 | 2016年2月11日木曜 19時57分 - 22時48分 |
| 岡山県・香川県 | 山陽放送           | TBS系列 | 2016年2月11日木曜 19時57分 - 22時48分 |
| 広島県         | 中国放送           | TBS系列 | 2016年2月11日木曜 19時57分 - 22時48分 |
| 山口県         | テレビ山口         | TBS系列 | 2016年2月11日木曜 19時57分 - 22時48分 |
| 愛媛県         | あいテレビ         | TBS系列 | 2016年2月11日木曜 19時57分 - 22時48分 |
| 高知県         | テレビ高知         | TBS系列 | 2016年2月11日木曜 19時57分 - 22時48分 |
| 福岡県         | RKB毎日放送        | TBS系列 | 2016年2月11日木曜 19時57分 - 22時48分 |
| 長崎県         | 長崎放送           | TBS系列 | 2016年2月11日木曜 19時57分 - 22時48分 |
| 熊本県         | 熊本放送           | TBS系列 | 2016年2月11日木曜 19時57分 - 22時48分 |
| 大分県         | 大分放送           | TBS系列 | 2016年2月11日木曜 19時57分 - 22時48分 |
| 宮崎県         | 宮崎放送           | TBS系列 | 2016年2月11日木曜 19時57分 - 22時48分 |
| 鹿児島県       | 南日本放送         | TBS系列 | 2016年2月11日木曜 19時57分 - 22時48分 |
| 沖縄県         | 琉球放送           | TBS系列 | 2016年2月11日木曜 19時57分 - 22時48分 |

### 第3回
| 放送対象地域   | 放送局             | 系列    | 放送日時                               |
| -------------- | ------------------ | ------- | -------------------------------------- |
| 関東広域圏     | TBSテレビ          | TBS系列 | 2016年11月24日木曜 19時57分 - 22時54分 |
| 北海道         | 北海道放送         | TBS系列 | 2016年11月24日木曜 19時57分 - 22時54分 |
| 青森県         | 青森テレビ         | TBS系列 | 2016年11月24日木曜 19時57分 - 22時54分 |
| 岩手県         | IBC岩手放送        | TBS系列 | 2016年11月24日木曜 19時57分 - 22時54分 |
| 宮城県         | 東北放送           | TBS系列 | 2016年11月24日木曜 19時57分 - 22時54分 |
| 山形県         | テレビユー山形     | TBS系列 | 2016年11月24日木曜 19時57分 - 22時54分 |
| 福島県         | テレビユー福島     | TBS系列 | 2016年11月24日木曜 19時57分 - 22時54分 |
| 山梨県         | テレビ山梨         | TBS系列 | 2016年11月24日木曜 19時57分 - 22時54分 |
| 新潟県         | 新潟放送           | TBS系列 | 2016年11月24日木曜 19時57分 - 22時54分 |
| 長野県         | 信越放送           | TBS系列 | 2016年11月24日木曜 19時57分 - 22時54分 |
| 静岡県         | 静岡放送           | TBS系列 | 2016年11月24日木曜 19時57分 - 22時54分 |
| 富山県         | チューリップテレビ | TBS系列 | 2016年11月24日木曜 19時57分 - 22時54分 |
| 石川県         | 北陸放送           | TBS系列 | 2016年11月24日木曜 19時57分 - 22時54分 |
| 中京広域圏     | CBCテレビ          | TBS系列 | 2016年11月24日木曜 19時57分 - 22時54分 |
| 近畿広域圏     | 毎日放送           | TBS系列 | 2016年11月24日木曜 19時57分 - 22時54分 |
| 鳥取県・島根県 | 山陰放送           | TBS系列 | 2016年11月24日木曜 19時57分 - 22時54分 |
| 岡山県・香川県 | 山陽放送           | TBS系列 | 2016年11月24日木曜 19時57分 - 22時54分 |
| 広島県         | 中国放送           | TBS系列 | 2016年11月24日木曜 19時57分 - 22時54分 |
| 山口県         | テレビ山口         | TBS系列 | 2016年11月24日木曜 19時57分 - 22時54分 |
| 愛媛県         | あいテレビ         | TBS系列 | 2016年11月24日木曜 19時57分 - 22時54分 |
| 高知県         | テレビ高知         | TBS系列 | 2016年11月24日木曜 19時57分 - 22時54分 |
| 福岡県         | RKB毎日放送        | TBS系列 | 2016年11月24日木曜 19時57分 - 22時54分 |
| 長崎県         | 長崎放送           | TBS系列 | 2016年11月24日木曜 19時57分 - 22時54分 |
| 熊本県         | 熊本放送           | TBS系列 | 2016年11月24日木曜 19時57分 - 22時54分 |
| 大分県         | 大分放送           | TBS系列 | 2016年11月24日木曜 19時57分 - 22時54分 |
| 宮崎県         | 宮崎放送           | TBS系列 | 2016年11月24日木曜 19時57分 - 22時54分 |
| 鹿児島県       | 南日本放送         | TBS系列 | 2016年11月24日木曜 19時57分 - 22時54分 |
| 沖縄県         | 琉球放送           | TBS系列 | 2016年11月24日木曜 19時57分 - 22時54分 |

## 関連番組
- 今、この顔がスゴい! - 同局で2013年4月から2014年3月まで毎週木曜日22:00 - 22:54にレギュラー放送されていたバラエティ番組。当番組同様、櫻井と有吉がMCを務める。
- 櫻井有吉アブナイ夜会 - 同局で2014年4月から2016年3月まで毎週木曜日21:56 - 22:54にレギュラー放送されていたバラエティ番組。当番組同様、櫻井と有吉がMCを務める。2016年4月に櫻井・有吉 THE夜会へ改称・リニューアル。
- 櫻井・有吉 THE夜会 - 同局で2016年4月から毎週木曜日21:57 - 22:54にレギュラー放送されているバラエティ番組。前番組の櫻井有吉アブナイ夜会をリニューアルしたもので、櫻井有吉アブナイ夜会時代と同様、櫻井と有吉がMCを務める。